# Blondynek
Blondynek – fragmentarycznie zachowana marmurowa rzeźba grecka z okresu archaicznego. Znajduje się w zbiorach Muzeum Akropolu w Atenach.
Rzeźba wykonana została z marmuru paryjskiego. Tradycyjnie datowana jest na około 490–480 p.n.e. i może pochodzić sprzed zniszczenia Akropolu przez Persów, chociaż część badaczy sugeruje datację młodszą o około 10 lat. Zachowały się jedynie głowa i biodra posągu. Głowę odnaleziono w północnej części ateńskiego Akropolu w 1887 roku, w trakcie prac archeologicznych prowadzonych przez Panajotisa Kawadiasa. Dolny fragment rzeźby odkopano w 1896 roku.
Cechująca się wysokimi walorami artystycznymi głowa posągu mierzy 0,245 m wysokości i przedstawia oblicze młodzieńca. Blondynek lekko opuszcza i przechyla w bok głowę, a na jego licu widoczny jest nastrój melancholijnego zamyślenia. Na włosach zachowały się ślady żółtej farby, którym rzeźba zawdzięcza swoją nazwę. Zgodnie z hipotezą wysuniętą przez Evelyn Byrd Harrison Blondynek jest przedstawieniem Tezeusza lub Apolla. Adolf Furtwängler autorstwo rzeźby przypisywał Hegiasowi. Na podstawie podobieństw stylistycznych uznaje się ją za dzieło artysty, który wykonał także Korę nadąsaną.